# Живко Шкоклевски
Живко Шкоклевски (на македонска литературна норма: Живко Шкоклевски) е инженер от Република Македония.

## Биография
Роден е през 1937 година в костурското село Дъмбени (на гръцки: Дендрохори), Гърция. През 1960 година завършва Пражкия университет. През 1983 година става доктор в Скопския университет.
От 1989 до пенсионирането си през 1998 година е професор по хидравлика, хидрология и речна хидротехника в Строителния факултет на Скопския университет. Участва в регулацията на много реки в страната. Автор е на монографии за регулацията на Вардар и Дойранското езеро.